# Upper Geyser Basin
Upper Geyser Basin er et område med mange gejsere og varme kilder i Yellowstone National Park i Wyoming, USA. Området, der er ca. 5 km² i udstrækning, har den højeste koncentration af geotermiske forekomster i hele parken. Disse omfatter såvel gejsere som fumaroler og varme kilder.
Upper Geyser Basin ligger omkring 60 kilometer nord for den sydlige indgang til nationalparken langs randen af Yellowstones caldera. Fem af de større gejsere i området har et forudsigeligt udbrudsmønster, og parkbetjentene i parken forsøger at forudsige deres udbrud. Det drejer sig om gejserne Old Faithful, Castle Geyser, Grand Geyser, Daisy Geyser og Riverside Geyser.

## Gejsere
Området deles normalt i to sektioner, den sydlige, hvor blandt andre den berømte Old Faithful gejseren ligger, og den nordlige, hvor Riverside Geyser ligger ved bredden af Firehole River.

### Det sydlige område
Fra det sydlige område skal omtales nogle af de mest interessante gejsere.
Old Faithful er den mest kendte af samtlige gejsere i Yellowstone. Den er hverken den største gejser i nationalparken eller den mest regelmæssige, men den er den mest regelmæssige af alle de store gejsere. Gennemsnitsintervallet mellem to udbrud er 91 minutter, men det kan variere med op til 25 minutter. Kilden fik sit navn allerede i 1870 på grund af sin regelmæssighed, som dengang var større end i dag. Vandet i gejseren er omkring 93o varmt. 
Giantess Geyser, som ligger på Geyser Hill overfor Old Faithful, har ikke mange udbrud, i gennemsnit mellem 2 og 6 om året, men op til 41 udbrud på et år er registreret. Til gengæld er udbruddene meget lange og kan vare mellem 4 og 48 timer ad gangen. Det 94o varme vand sprøjtes i de kraftigste udbrud over 60 m op i luften. Den første time af hvert udbrud når vandet højest.
På Geyser Hill ligger i alt seks gejsere, hvoraf en anden er Beehive Geyser, som har navn efter formen på den kegle, som har dannet sig rundt om udspringet. Vandet i denne gejser er omkring 93o varmt, og keglen funger som en ventil, der sender vandet op til en højde på omkring 55 meter ved de kraftigste udbrud. Gejseren har typisk udbrud to gange i døgnet, men af og til kan der gå flere dage mellem to udbrud.
Grand Geyser er verdens højeste forudsigelige gejser. Dens 94o varme vand sprøjtes op i højder på op til 60 meter med mellem 7 og 15 timers mellemrum fra en stor dam, som efter et udbrud langsomt fyldes med vand igen. Et normalt udbrud varer mellem 9 og 12 minutter, og i løbet at et sådant vil gejseren typisk sende 3-4 kraftige sprøjt til vejrs.

Castle Geyser er måske den ældste gejser i Upper Geyser Basin. Det er i hvert fald gejseren med den højeste kegle. Keglen af sinter er næsten fire meter høj og omkring 6 meter i diameter ved toppen. Gejserens udbrud varer normalt omkring en time, hvoraf der de første ca. 30 minutter sendes vand ud fra gejseren og resten af tiden damp.

### Det nordlige område
Fra det nordlige område bør nævnes yderlige nogle interessante gejsere.
Giant Geyser som har været aktiv siden 1997 efter en periode på over 40 år, hvor gejseren "slumrede". Gejseren er meget uregelmæssig, og der kan gå fra 14 dage til flere år mellem udbrud. Til gengæld kan gejseren sende over 94o varmt vand op til 75 meter op i luften ved de kraftigste udbrud, som varer i omkring en time. Dermed er gejseren en af de varmeste i Upper Geyser Basin. Keglen, som omgiver denne gejser, er knap fire meter høj.
Daisy Geyser er normalt forholdsvis nem at forudsige. Den udbrug kommer med mellem 2 og 4 timers mellemrum og når en højde på omkring 23 meter.  Vandet i denne gejser er "kun" omkring 89o varmt.
Riverside Geyser er mere kendt for sit udseende end for sine udbrud. Disse når sjældent over 23 meter og indtræffer med 5-6 timers mellemrum. Til gengæld ligger gejseren helt ude ved bredden af Firehole River. Et par timer før et udbrud begynder der at løbe vand ud af gejserens kegle. Under et udbrud sprøjtes vandet i en ca. 70o vinkel ud over floden.

## Varme kilder
Ud over gejserne har Upper Geyser Basin også en række varme kilder, som ikke går i udbrud.
Morning Glory Pool er den mest berømte af disse, mest for sit farvespil. Oprindeligt var kilden dybblå, men turister har smidt sten, affald og mønter i kilden og dette har delvist lukket dens udspring, så temperaturen gradvist er faldet, hvilket har givet plads til bakterievækst i kanten, som langsomt spreder sig mod centrum, efterhånden som kilden afkøles, og som giver gule og orange farver langs kildens bredder. Temperaturen er i dag kun omkring 80o og fortsat faldende. Kilden ligger i den nordlige sektion af området.
- 1966
- 1970
- 2005
- 2007

I den nordlige sektion finder man også Beauty Pool, der har dybblåt vand, og Chromatic Spring, der er næsten helt gulgrøn af bakterievækst. I den sydlige sektion finder man blandt andre Doublet Pool, der er dybblå, men især er kendt for de afsatser, der omgiver den, og den fem meter dybe Heart Spring.

## Andre områder
Tre andre gejserområder regnes også som en del af Upper Geyser Basin. Det første er Midway Geyser Basin, som på grund af sin isolerede beliggende mellem Upper og Lower Geyser Basin ofte betragtes som et selvstændigt område. Desuden Biscuit Basin (ca. 4 km nord for Old Faithful), hvis mest kendte geotermiske forekomst er Sapphire Pool. Mellem den nordlige sektion af Upper Geyser Basin og Biscuit Basin ligger enkelte spredte geotermiske forekomster, fx Atomizer Geyser og Mirror Pool. Endelig er der Black Sand Geyser Basin som ligger omkring 3 km nord for Old Faithful. Her finder man blandt andet Emerald Pool og Sunset Lake.

## Eksterne links
- Kort over den nordlige sektion af Upper Geyser Basin
- Kort over den sydlige sektion af Upper Geyser Basin
- Billeder fra Upper Geyser Basin
- På tur i Upper Geyser Basin Arkiveret 12. januar 2011 hos  Wayback Machine (engelsk)

44°27′44″N 110°50′10″V / 44.4622°N 110.8361°V